# حاصلخیزی خاک

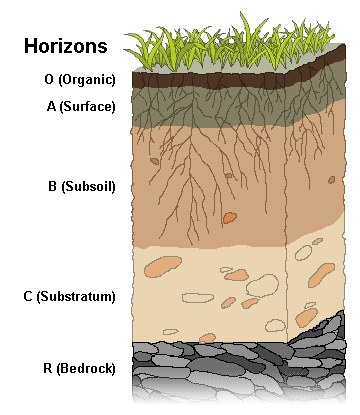
دانشمندان علوم خاک از حروف بزرگ O ,C ،B ,A و E برای نمایش افق‌های اصلی خاک و حروف کوچک برای تمایز این افق‌ها استفاده می‌کنند. بیشتر خاک‌ها سه افق اصلی دارند: افق سطحی (A)، خاک زیرین (B) و لایه زیرین پایه (C). برخی خاک‌ها دارای یک افق ارگانیک (O) در سطح هستند اما این لایه ممکن است در زیر سطح مدفون باشد. افق اصلی E برای اشاره به افق‌های زیرسطحی که دارای عدم وجود مشخص کانی‌ها و مواد معدنی هستند، به کار می‌رود. بستر سخت سنگی که خاک محسوب نمی‌شود را با حرف R نشان می‌دهند.

حاصلخیزی خاک یا باروری خاک به معنای توانایی خاک در رشد پایدار محصولات کشاورزی است. خاک حاصلخیز دارای ویژگی‌های زیر است:
- توانایی فراهم‌کردن مواد مغذی مورد نیاز گیاه و مقدار کافی آب متناسب با رشد گیاه و بازتولید آن
- نبود مواد سمی که باعث اختلال در رشد گیاه می‌شود.

ویژگی‌های زیر نیز اغلب با حاصلخیزی خاک مرتبط هستند:
- عمق کافی خاک برای رشد مناسب ریشه گیاه و نگه‌داری آب
- زهکشی درونی مناسب که اجازه نگه‌داری کافی آب به منظور رشد بهینه گیاه را می‌دهد (گرچه برخی گیاهان مانند برنج در خاک غرقابی دوام می‌آورند)
- وجود ماده آلی کافی در سطح بالای خاک برای حفظ ساختمان خاک و نگه‌داری رطوبت آن در سطح مناسب
- پی‌اچ خاک در بازه ۵٫۵ تا ۷٫۰ که برای بیشتر گیاهان مناسب بوده اما برخی دیگر از گیاهان خاک‌های اسیدی‌تر یا قلیایی‌تر را ترجیح داده یا تحمل می‌کنند.
- غلظت مناسب و کافی مواد مغذی ضروری گیاه
- وجود میکروارگانیسم‌های کافی برای رشد گیاه

در زمین‌های مورد استفاده برای کشاورزی و دیگر فعالیت‌های انسانی، نگه‌داری حاصلخیزی خاک، نیازمند اقدامات حفاظت خاک است؛ زیرا فرسایش خاک و دیگر شکل‌های تخریب خاک عموماً ناشی از کاهش کیفیت یکی از ویژگی‌هایی است که در بالا به آن‌ها اشاره شده‌است.